# Château de Reichenberg
Le château de Reichenberg est un monument historique situé à Bergheim, dans le département français du Haut-Rhin.

## Localisation
Ce bâtiment est situé au 4, route de Thannenkirch à Bergheim, France.

## Historique
Le château originel aurait été fondé par Philippe de Gerbéviller. Un château est mentionné en 1236, édifié par le duc Philippe de Lorraine et donné en fief à la famille de Reichenberg.
C’est dans les années 50 que Patrick Cognacq achète son premier hectare de vignes au pied du château, et restaure et réutilise celui-ci.
L'édifice a fait l'objet d'une inscription partielle sur l'inventaire supplémentaire des monuments historiques par arrêté du 1er décembre 1995,.

## Architecture
Abandonné pendant la guerre de 1939-1945, le château fut à nouveau restauré par des reconstructeurs romantiques et aménagé en manoir néo-médiéval à l'emplacement des derniers vestiges. 
Le chantier mené de 1890 à 1925, sur les bases d'un édifice du XIIIe siècle, s'est orienté vers une tentative de reconstruction d'un château médiéval pour en faire une résidence. Ce type d'intervention s'inscrivait dans l'intérêt naissant pour les ruines du Moyen Âge qui fut développé un peu plus tard dans la reconstruction du château du Haut-Koenigsbourg.
Le château disparu dans son aspect médiéval a donc conduit  à élever, après 1890, 
Le château se compose actuellement d'un bâtiment principal formé de trois corps de bâtiment accolés et de deux bâtiments d'entrée au nord, de part et d'autre de la porte donnant accès à la cour. 